# Rogmocrypta
Rogmocrypta Simon, 1900 è un genere di ragni appartenente alla famiglia Salticidae.

## Caratteristiche
Il cefalotorace è piuttosto corto e tozzo, di colore arancione, con la zona interoculare nera. L'opistosoma è di forma ovale e alquanto allungato, ma più piccolo del cefalotorace. I maschi tendono ad un arancione più scuro, mentre le zampe sono arancio pallido

## Distribuzione
Delle tre specie oggi note di questo genere una è endemica della Nuova Caledonia, una delle Filippine e una di Singapore.

## Tassonomia
A dicembre 2010, si compone di tre specie:
- Rogmocrypta elegans (Simon, 1885)[3] — Nuova Caledonia
- Rogmocrypta nigella Simon, 1900 — Filippine
- Rogmocrypta puta Simon, 1900 — Singapore